# Lepus mandshuricus
Lepus mandschuricus (Заєць маньчжурський) — вид ссавців ряду Зайцеподібні.

## Поширення
Країни проживання: північно-Східний Китай та сусідні регіони Росії. Мешкає між висотами 300–900 м. Це лісовий житель, обирає від змішаних лісів до однорідно хвойних. Уникає відкритих місць проживання і людських поселень.

## Поведінка
Раціон складається в основному із зелених гілок, листя і трав. Живе як одинак.
Виводок зазвичай складається з 1—2 дитинчат але може сягати 4—5. Сезон розмноження починається в середині лютого.

## Морфологічні ознаки
Загальна довжина є 41-54 см. Вага від 1,4 до 2,6 кг, в середньому 1,8 кілограма. Спина від іржаві коричневого до темно-коричневого. Груди, боки і ноги яскраво-рожеві з корицевим. Черево білувате, хвіст сіро-коричневий з чорним кінцем. Зимове хутро світліше.